# Mirko Ožegović
Mirko Ožegović (1775. – 1869.), barun, senjsko-modruški biskup i političar; preporoditelj; osnivač gimnazije u Senju. Pripadao je plemićkoj obitelji Ožegovića Barlabaševačkih.

## Životopis
Poznat kao preporoditelj, osnivač prve čitaonice i knjižnice u Senju, obnovitelj gimnazije, dobrotvor senjski. Za istog je vezana jedna povijesna zanimljivost. S obzirom na to da je senjski biskup imao dopuštenje za službu Božju na starohrvatskom jeziku, isti je predvodio svečanu liturgiju povodom ustoličenja Josipa Jelačića za bana, u crkvi Sv. Marka u Zagrebu.
Brat je Stjepana Ožegovića, hrvatskog dužnosnika i političara.
Bio je ravnatelj Klasične gimnazije u Zagrebu od 1827. do 1829.